# Богдзевич, Антоний

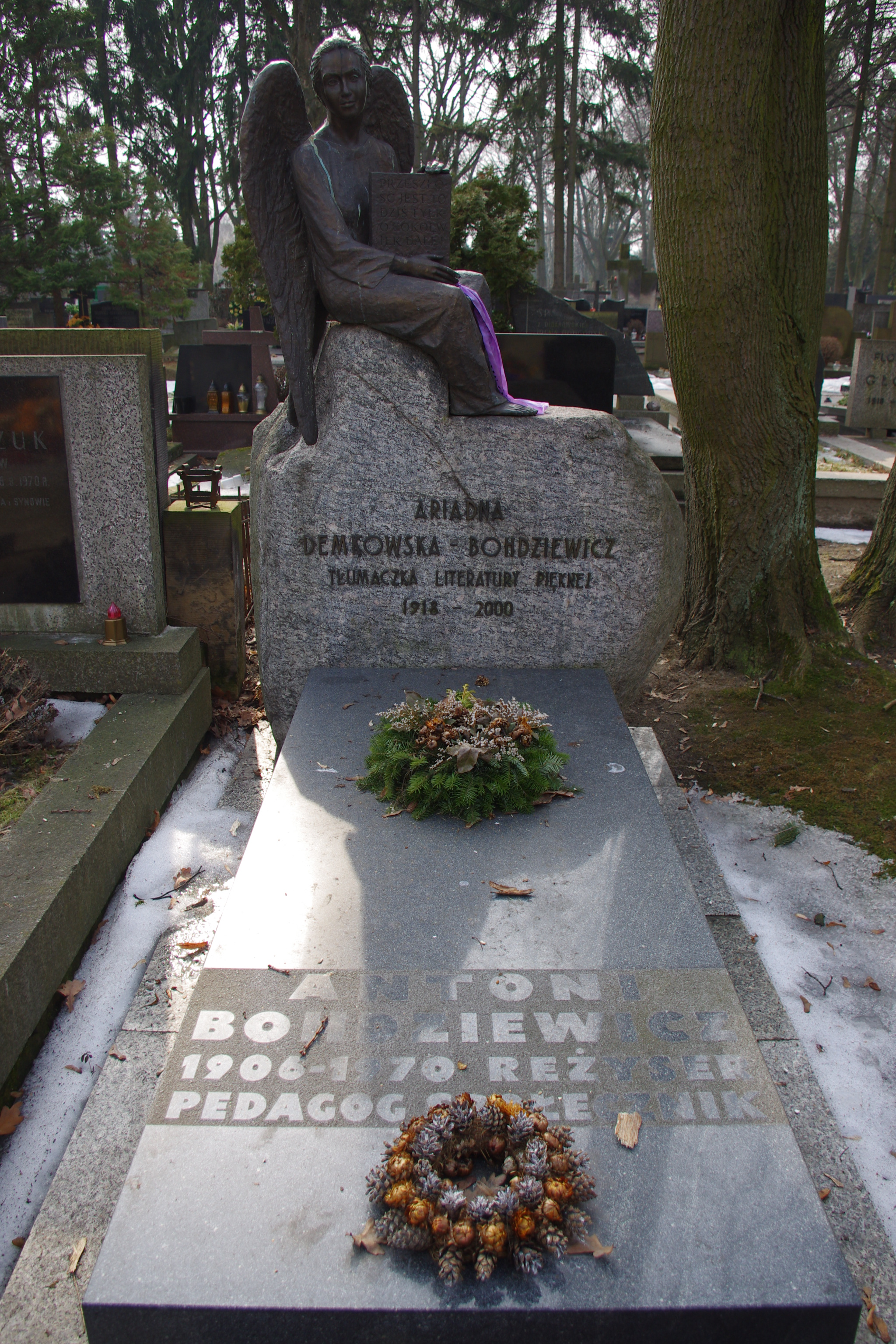
Могила Антония Богдзевича на воинском кладбище Повонзки в Варшаве, Польша

Анто́ний Богдзе́вич (пол. Antoni Bohdziewicz , 11 сентября 1906 года, Вильна, Российская империя — 20 октября 1970 года, Варшава, Польша) — польский кинорежиссёр, сценарист и монтажёр.

## Биография
В 1928 году закончил технический факультет Варшавского политехнического университета. Обучался на гуманитарном факультете Университета имени Стефана Батория (сегодня — Вильнюсский университет). В 1928 году стал одним из основателей филиала Польского Радио в Вильнюсе. В 1931 году получил государственную премию и уехал на обучение во Париж, где обучался в «École Technique de Photographie et de Cinématographie». В Париже создал свой первый документальный фильм. В 1935 году возвратился в Польшу и стал работать журналистом и оператором в отделе «Film Chronicle» телеграфного агентства «Polska Agencja Telegraficzna». В это же время работал колумнистом в газете «Pion». В конце 30-х годов XX столетия создал многочисленные документальные фильмы для агентства «Polska Agencja Telegraficzna». В 1939 году стал работать над своим первым художественным фильмом «Zazdrość i medycyna» по новелле Михала Хороманского, который не смог закончить из-за начала Второй мировой войны.
Во время войны активно сотрудничал с Армией Крайовой. 
- В 1943 году создал в Варшаве подпольную кинематографическую студию «Tres photographic studio».
- 1944 — Во время Варшавского восстания был начальником Кинематографического Реферата Бюро информации и пропаганды Главной комендатуры Армии Крайовой, снимал ежедневную документальную хронику.
- В 1945 году работал в кинематографической организации «Polska Kronika Filmowa».
- В декабре 1945 года на основе своей варшавской студии основал в Кракове отдельную студию, которая позднее преобразовалась в кинематографическую школу «Kraków Film».
- В 1948 году переехал в Лодзь, где стал преподавать режиссуру в Государственной Высшей кинематографической, телевизионной и театральной школе в Лодзи.
- С 1956 по 1962 год был художественным руководителем студии «Droga Film»;
- с 1968 по 1970 год был художественным руководителем студии «TOR Film Studio».

В это же время преподавал в брюссельской кинематографической школе «Institut National Supérieur des Arts du Spectacle».

Скончался 20 октября 1970 года в Варшаве и был похоронен на военном кладбище Повонзки (квартал 19B-5-19).

## Награды
- Серебряный Крест Заслуги за участие в восстановлении кинематографии (1946)[1].

## Избранная фильмография

### Режиссёр
- 1949 — За вами пойдут другие... / Za wami pójdą inni
- 1956 — Эскизы углём  / Szkice węglem
- 1956 — Месть / Zemsta
- 1958 — Галоши счастья / Kalosze szczęścia
- 1961 — Действительность / Rzeczywistosc
- 1962 — Девушка из хорошей семьи / Dziewczyna z dobrego domu

### Сценарист
- 1938 — Страхи / Strachy
- 1949 — За вами пойдут другие... / Za wami pójdą inni
- 1955 — Три старта / Trzy starty
- 1956 — Конец ночи / Koniec nocy
- 1956 — Месть / Zemsta
- 1958 — Галоши счастья / Kalosze szczęścia
- 1961 — Действительность / Rzeczywistosc

### Монтажёр
- 1949 — За вами пойдут другие... / Za wami pójdą inni